# Warmiński Komitet Plebiscytowy
Warmiński Komitet Plebiscytowy – organ prowadzący działalność propagandową na rzecz Polski przed plebiscytem na Warmii i Powiślu powołany przez Prezydium Rady Ministrów 3 sierpnia 1919. 

## Historia
Do lutego 1920 z siedzibą w Warszawie, następnie w Kwidzynie. Warmiński Komitet Plebiscytowy prowadził akcję uświadamiająco-propagandową na Powiślu i Warmii, dążył do aktywizacji i stworzenia sieci terenowej polskich towarzystw i organizacji; nie rozwinął szerszej działalności. Działał do dnia plebiscytu (11 lipca 1920), przewodniczącym był Kazimierz Donimirski, od kwietnia 1920 ksiądz Antoni Ludwiczak. Organem prasowym komitetu była "Gazeta Polska" (wydawana od roku 1920 w Kwidzynie).